# グンゼ
グンゼ株式会社（英: Gunze Limited）は、大阪府大阪市北区梅田に本社（登記上の本店は京都府綾部市）を置く、肌着・インナー及びストッキングを主とする日本の繊維製品メーカーである。旧名は郡是製絲株式会社（ぐんぜせいし）。

## 略歴

### 社名の由来
社名の「グンゼ」は創業時の社名「郡是製絲株式會社」に由来する。国の方針である国是、会社の方針である社是のように、創業地の何鹿郡（現・京都府綾部市）の地場産業である蚕糸業を、郡（地域）を挙げて振興・推進していくことが郡の急務であり「郡是」であるとの考えによる。元農政官僚で殖産興業の父と呼ばれた前田正名の所信に共鳴したもの。

### 創業

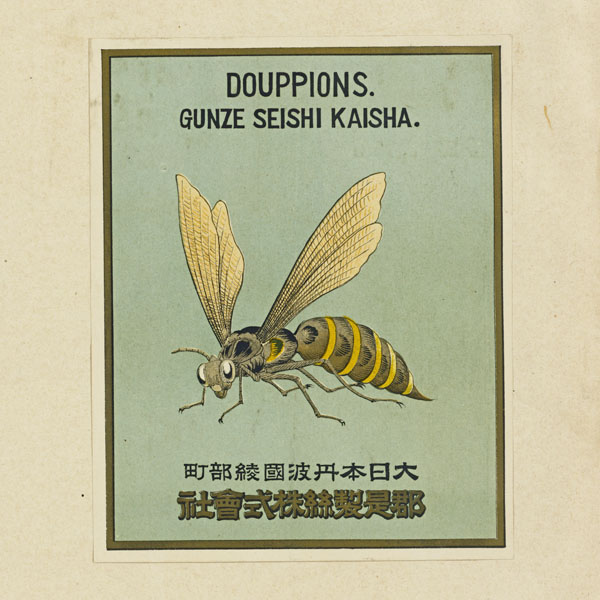
郡是製絲の輸出用生糸の商標

創業者の波多野鶴吉は、1858年（安政5年）綾部藩筆頭大庄屋、名字帯刀御免、札元、掛屋の羽室嘉右衛門家第6代嘉右衛門の次男に生まれる。1866年（慶應2年）8歳で母の実家の分家の波多野家の養子になり、1875年（明治8年）に京都中学に入学後、書籍出版や自由民権運動に携わるが成就せず、養家の財産も尽きたため、綾部に帰郷し生家の羽室嘉右衛門家に寄宿することとなった。その後、1883年（明治16年）に明瞭銀行を設立し、頭取であった兄の第7代羽室嘉右衛門の信用により何鹿郡蚕糸業組合の組合長に就き、1887年（明治20年）には、兄の財政支援を受け、兄と共に生家に製糸業羽室組を創業する。1896年（明治29年）には、羽室組を母体として、羽室嘉右衛門家の豊かな財産と信用（第7代羽室嘉右衛門は京都府多額納税者、第一期及び第二期貴族院多額納税者互選人。明治18年京都府第6位地租納税、明治31年京都府第11位多額納税者。）を背景に、1896年（明治29年）8月10日に、郡是製絲株式会社を、創業地の産業である蚕糸業の振興を目的に創業し、取締役会において、初代社長には兄の羽室嘉右衛門が選任された。社名の郡是は創業の前年の綾部での前田正名の演説に波多野鶴吉が共鳴して命名したもの。

初代社長の羽室嘉右衛門は郡是製絲株式会社の筆頭株主でもあり、メインバンクの明瞭銀行の頭取でもあったが、1901年（明治34年）の北清事変後の金融恐慌により、明瞭銀行が破綻した。このとき、波多野鶴吉が兄羽室嘉右衛門に、「羽室家も銀行も一緒に捨てて、郡是を助けてください。郡是の後ろにある何鹿郡の百姓を助けてください。」と懇願し、羽室嘉右衛門は個人資産処分により銀行を整理し、郡是製絲株式会社を存続させ、社長を退任した。これにより、波多野鶴吉が郡是製絲株式会社第2代社長に就任した。郡是製絲は、蚕糸・紡績業が国家的事業として力が注がれていた明治期にあって、早くから海外に生糸を輸出し、高い評価を得た。海外の拠点開設も早い段階から行い、急速に業績を拡大してゆく。また、製糸工場では女性の労働者が中心であり、地域の養蚕農家の子女を集めて操業していた。女工哀史という歴史があるように、当時が劣悪な労働環境で働かせる工場が多かった時代に、同社は女工ではなく「工女」と呼んで大切にし、工場内に女学校まで設立して人間教育に務めた。同様に、大資本を背景に財閥オーナー企業で創業する場合が多い明治期に、創業時から株式会社制度でスタートした同社は極めて稀有な企業であり、低賃金労働による搾取も感じられない、現代のCSR（企業の社会的責任）という言葉をそのまま体現したような会社だったといえる。創業者の波多野鶴吉の掲げた『創業の精神』がそれを示している。
1917年（大正6年）、貞明皇后が工場に行啓。記念として香炉が下賜される。1951年（昭和26年）11月14日、綾部に昭和天皇の戦後巡幸が行われた際には視察先の一つとなった。

### 戦前・戦後
製糸業の隆盛が長く続かず、レーヨン（人絹）等の合成繊維が1900年代に誕生以降、徐々に蚕糸・紡績業の国際競争力は低下した。それに伴い、製糸業という繊維一次産業から二次産業への参入を検討し、1934年（昭和9年）に塚口工場にてフルファッション靴下の生産に着手した。太平洋戦争後の1946年（昭和21年）、日本国内で初めて肌着・下着の一貫生産に着手。それまでは分業による生産が当たり前であり、世間では「メリヤス（当時、下着の生地をそう呼んでいた）工場と腫れ物は大きくなると必ず潰れる」と揶揄され、懐疑的な意見ばかりだった。当時、宮津工場長だった岩内菊治郎は「品質第一主義」を掲げて徹底的に品質改良に取り組み、優れた肌着を開発した。戦後の厳しい経済環境下で粗末な製品（メリヤスは、漢字で一般に「莫大小」と表記することもあり、莫＝ニットのループの大きさバラつき、生地が縮んだり、ダレたりして形態安定が良くない）がほとんどだった時期に、逆に優れた商品を発売したことで人々に受け入れられた。1952年（昭和27年）にはナイロン製靴下の生産を開始。以降、このような実用性アパレル製品分野が事業の主力を形成し、経営貢献することとなる。このアパレル二次加工事業の成長拡大に伴い、その製品の包装材料を内製化を試みることで、1960年代からはプラスチック・フィルム製品の製造に着手、非繊維分野への進出の足掛かりをつくった。一方、創業からの主力産業の製糸業は徐々に事業規模が縮小し、1987年（昭和62年）に生産終了し、完全撤退した。

### バブル期

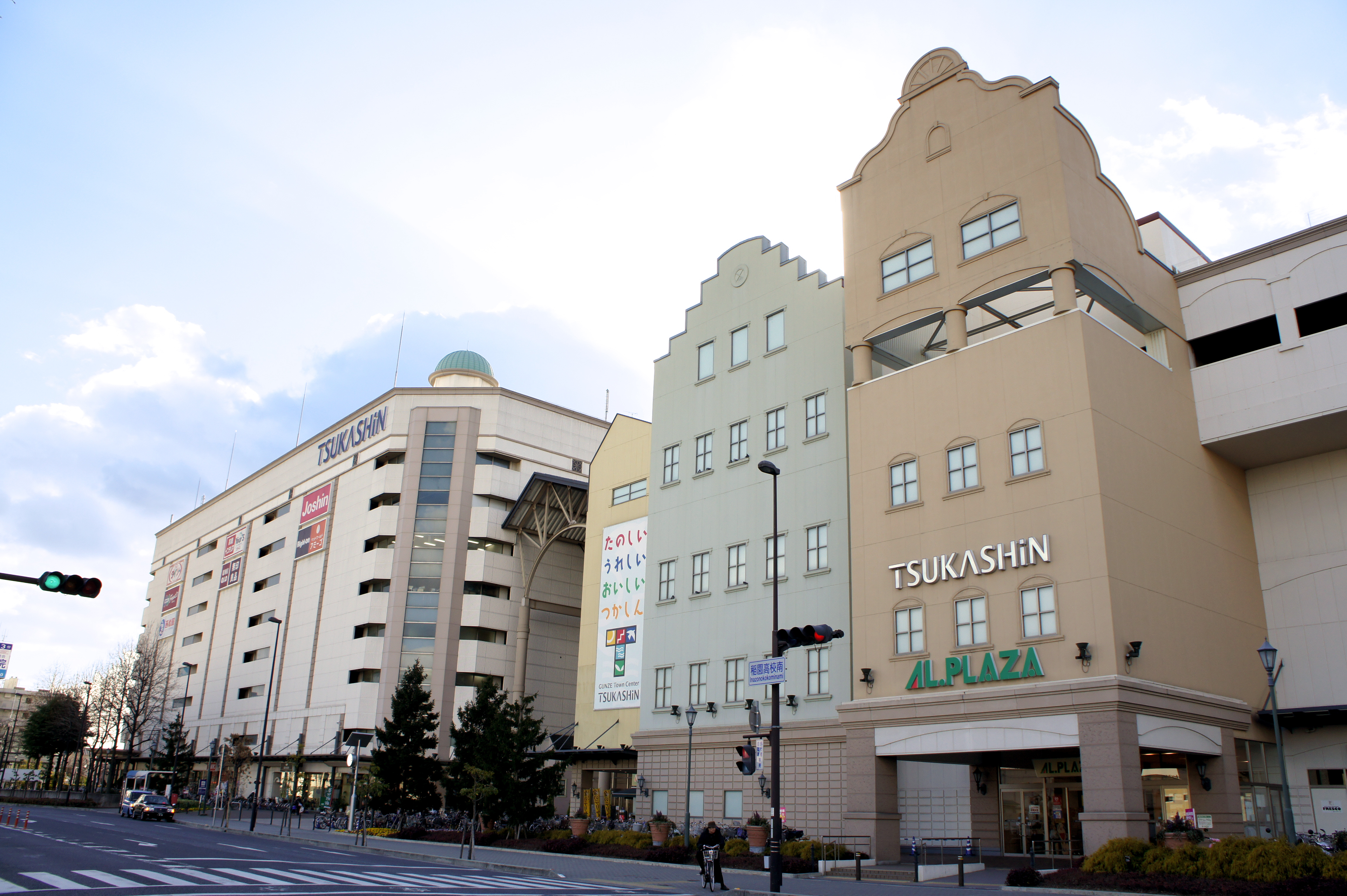
グンゼタウンセンター つかしん（北東側から「ひがしまち」を望む）

主力事業となった下着や靴下のアパレル分野は、1980年代から1990年代前半のバブル期に事業ピークを迎えている。しかし、当時の経営陣は、やがて国際貿易時代（グローバル社会）が到来すると予見。海外の低賃金労働力を背景として低価格製品の国内輸入が拡大し、下着や靴下の事業の隆盛も永続しないと考え、新規事業開発に注力した。労働集約的な繊維業界ではなく、かつグローバル市場展開が可能で競争力が維持しやすい参入企業が少ない市場での事業化を当時掲げていた。結果、プラスチック・フィルム分野の派生から各種の機能性材料の開発事業化に成功。これが現在の機能ソリューション事業として経営貢献するまで成長拡大した。この事業分野では、飲料や食品包装用フィルムや高機能プラスチック素材でOA機器向け材料を開発、また導電性フィルムの開発を契機にタッチパネルやその関連フィルム等の事業が誕生している。アパレル分野では、従来の実用的製品からアウター含む総合アパレルへの脱皮を試みるが、スポーツウェア販売等含めいずれも成功せず、撤退している。
当時、海外進出も開始して現地の合弁事業にも積極的な一方、国内の生産拠点の集約、閉鎖に伴う遊休地の再開発に着手することになる。1980年代以降、同社自ら不動産開発事業に乗り出し、1985年（昭和60年）に兵庫県尼崎市の旧・塚口工場跡に西武百貨店をキーテナントとした大型ショッピングモール「グンゼタウンセンター つかしん」をオープンした。コピーライターの糸井重里が「つかしん」と命名したこの再開発プロジェクトは、単に商業施設開発だけでなく、新たな生活文化を生む街づくりをも目指す大きな試みであった。以降、群馬県前橋市の「前橋リリカ」をはじめとする商業施設の開発と運営を進め、それと共に施設集客コンテンツや顧客の健康促進としてグループ会社運営の複合型スポーツクラブ「グンゼスポーツクラブ」を展開開始した。また、「つかしん」では、源泉掛け流し式温泉（スーパー銭湯）である「湯の華廊」も運営している。これらの不動産開発や商業施設運営、スポーツクラブ運営などが、現在のライフクリエイト事業を構成している。

### 平成期
2014年度から2020年度の7カ年の中期経営計画『CAN20』を推進中である。現社長の児玉和は、1896年（明治29年）の製糸業時代を第一の創業期として、靴下や肌着等の繊維二次加工製品事業の展開段階を第二の創業期として、現在の収益基盤となっている機能ソリューション事業へ参入した1980年代を第三の創業期として位置づけ、現在を第四の創業期だと社内外に公表している。多角的なビジネス展開をしており、社内外で企業イメージ、ブランドイメージが分散していたため、コーポレート・ブランドの再定義を進め、新たに『明日をもっと、ここちよく』というブランドステートメントを2013年に制定、同社のビジネスを社会への『ここちよさ』の提供が根幹であるを再定義し、分散したブランド・イメージの統一を図っている。
『CAN20』では、人々のQOL（クオリティ・オブ・ライフ）の向上に貢献できるビジネスへの注力を掲げている。メイン領域を医療・健康分野と見定めて、機能ソリューション事業で成長拡大してきたメディカル材料分野とライフクリエイト事業のスポーツクラブ分野の成長拡大を目指すとしている。

## 沿革
- 1887年（明治20年） -羽室組設立。

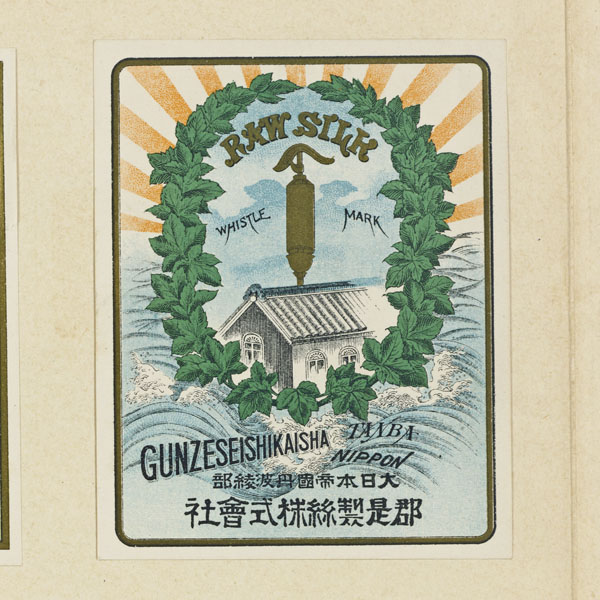
郡是製絲の輸出用生糸の商標

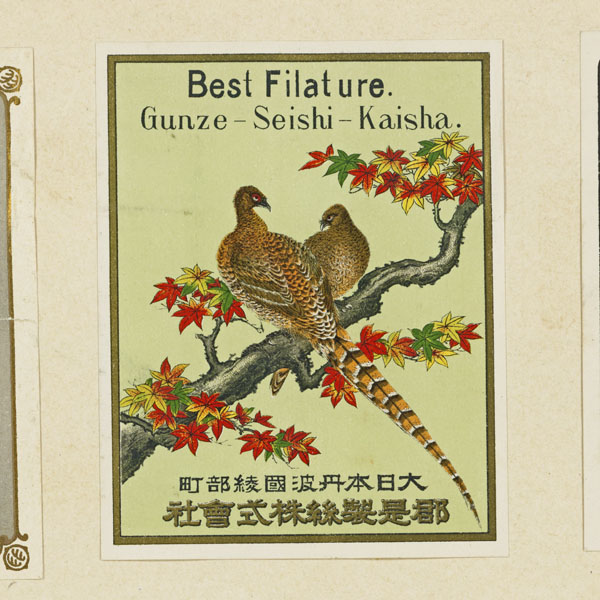
郡是製絲の輸出用生糸の商標

- 1896年（明治29年） -羽室組を母体に郡是製絲株式会社設立。（初代社長羽室嘉右衛門）
- 1900年（明治33年） - パリ万国博覧会で、生糸が金牌を受ける。
- 1904年（明治37年） - 米国セントルイス万国博覧会で最高賞牌を受賞。
- 1909年（明治42年） - 川合信水を招聘し教育部を設置。
- 1915年（大正4年） - 幹部、社員の守るべき信条として『社訓』を制定。
- 1917年（大正6年） - 郡是女学校設置。養成科、裁縫科など5科の授業と礼儀作法を指導。
- 1927年（昭和2年） - 郡是病院開設（1990年閉院、綾部市立病院に引継ぐ）。
- 1933年（昭和8年）
  - 米国ニューヨークにグンゼシルクコーポレーション設立。
  - 鳥取県倉吉市に倉吉工場設立[4]。
- 1934年（昭和9年） - 塚口工場にてフルファッション靴下生産開始。
- 1943年（昭和18年） - 郡是工業株式会社に商号変更。
- 1946年（昭和21年）
  - GHQによる財閥解体により、グンゼ産業（現・GSIクレオス）・郡是高分子を分離。
  - 郡是製絲株式会社に商号変更。
  - 宮津工場にてメリヤス肌着の製造開始。
- 1950年（昭和25年） - 東京証券取引所、大阪証券取引所、京都証券取引所、名古屋証券取引所に上場。
- 1962年（昭和37年）
  - プラスチック事業開始（非繊維事業に着手）。
  - 創業以来、長きにわたり社長・会長として経営を率いた波多野林一が死去。翌年、その生涯と功績を偲び『和の生涯 : 故波多野林一会長追悼録』刊行。追悼録には、画家の有道佐一や艦艇研究家の福井静夫など、地元の文化人をはじめ各界から多くの追悼文や句が寄せられた[5]。
- 1965年（昭和40年） - 郡是高分子工業株式会社設立。
- 1966年（昭和41年） - プラスチック事業部設置。
- 1967年（昭和42年） - 商号をグンゼ株式会社に変更。
- 1968年（昭和43年） - パンティストッキング生産開始。
- 1970年（昭和45年） - 九州グンゼ株式会社設立（ストッキング製造）、東北グンゼ株式会社設立（肌着製造）。
- 1971年（昭和46年） - 合弁会社韓日繊維株式会社（現・全紡グンゼ株式会社）を設立（海外生産に着手）。
- 1973年（昭和48年） - 緑化事業開始〈現・グンゼグリーン株式会社〉。
- 1974年（昭和49年） - 第1回グンゼワールドテニス開催（1993年（平成5年）まで20回実施）。
- 1976年（昭和51年） - 『社是』制定。
- 1981年（昭和56年） - 中国済南針織廠と肌着合作生産に関する契約締結。
- 1983年（昭和58年） - エンジニアリング・プラスチックス事業開始。
- 1982年（昭和57年） - グンゼ塚口開発株式会社設立（現・グンゼ開発株式会社）。
- 1984年（昭和59年） - グンゼスポーツ株式会社設立。
- 1985年（昭和60年）
  - 旧塚口工場跡地にショッピングセンター「つかしん」オープン。
  - 電子部品事業開始。
  - メディカル開発室設置〈現・メディカル事業部）。
- 1987年（昭和62年） - グンゼシルク株式会社解散、祖業の蚕糸業から完全撤退。
- 1988年（昭和63年） - エレクトロルミネッセンス・テクノロジーズ社（アメリカ合衆国）設立。
- 1990年（平成2年） - Thai Gunze Co.,Ltd. 設立（肌着製造・販売）。
- 1991年（平成3年） - Gunze Plastics & Engineering Corporation of Europe N.V. 設立。
- 1992年（平成4年） - Gunze Plastics & Engineering Corporation of America 設立。
- 1993年（平成5年） - 前橋工場敷地にショッピングセンター「リリカ」オープン。
- 1994年（平成6年） - 済南冠世時装有限公司設立（[肌着、ストッキングの製造・販売）。
- 1995年（平成7年） - P.T.Gunze Socks Indonesia 設立（ソックス製造・販売）。
- 1996年（平成8年） - グンゼ博物苑オープン(創立100周年記念事業)。
- 1997年（平成9年） - 上海郡是通紅繊維有限公司設立(ミシン糸、縫製副資材の製造・販売)〈現・上海郡是通虹繊維有限公司〉。
- 1998年（平成10年） - GGI　Technology Limited設立（タッチパネル製造・販売）。
- 2002年（平成14年）
  - チーフオフィサー制の導入。
  - 上海郡是新塑材有限公司設立（プラスチックフィルムの製造・販売）。
  - 東莞冠智電子有限公司設立（電子機能材料の製造・販売）。
- 2003年（平成15年）
  - 消費者志向優良企業・経済産業大臣表彰受賞。
  - 株式会社つかしんタウンクリエイト設立（ショッピングセンターの運営・管理）。
- 2005年（平成17年） - G＆Uシステムサービス株式会社設立（情報システム業務）。
- 2006年（平成18年） - 「グンゼタウンセンター つかしん」グランドオープン。
- 2007年（平成19年） - メディカル材料センター中国駐在員事務所設置（メディカル製品の販売）。
- 2008年（平成20年） - 肌着事業・レッグ事業をアパレルカンパニーに統合。
- 2010年（平成22年） - メディカル事業部設置。
- 2011年（平成23年） - 郡是医療器材（深圳）有限公司設立（医療器材の販売）。
- 2012年（平成24年） - Gunze United Limited設立（工業用ミシン糸の製造販売）。
- 2013年（平成25年） - 「明日をもっと、ここちよく」ブランドステートメント制定。
- 2014年（平成26年） - 中期経営計画『CAN20』スタート。QOL研究所設立。
- 2015年（平成27年）
  - GUNZE INTERNATIONAL EUROPE GmbH設立（メディカル分野、事業部門の支援）。
  - 11月20日 - 「倉吉グンゼ」が工場を閉鎖[4]。
- 2016年（平成28年） - ジーンズ・カジュアル ダン、伊達デパートを買収、完全子会社化[6]。創立120周年記念整備事業「グンゼ博物苑」リニューアルオープン。一方で、紅麹部門を小林製薬に譲渡。
- 2017年（平成29年） - 緊急災害対応アライアンス「SEMA」に参画。大阪府と包括連携協定を締結。メディカル新工場（綾部）設立。
- 2018年（平成30年） - 京都府と地域活性化包括連携協定を締結[7]。

### 主な関連会社
- グンゼ開発
- つかしんタウンクリエイト
- グンゼエンジニアリング
- グンゼスポーツ（グンゼスポーツクラブ）
- グンゼグリーン
- G＆Uシステムサービス
- ジーンズ・カジュアル ダン
- 伊達デパート
- グンゼ包装システム
- グンゼ高分子
- 津山グンゼ
- Gunze International Pte Ltd,

他

### アパレル直営店舗
- グンゼ公式通販 グンゼストア
- 直営店舗（アウトレット含む）

## ネットワーク
- 本店:京都府綾部市青野町膳所1
- 大阪本社:大阪市北区梅田2丁目5-25
- 東京支社:東京都中央区日本橋2丁目10-4

## 創業地
- 綾部駅北口一帯はグンゼの社有地で、研究所、工場のほか、1933年（昭和8年）築の本社、1917年（大正6年）築の旧本社（現グンゼ記念館）、大正初期築の繭蔵（現・グンゼ博物苑）、1917年（大正6年）築のグンゼ本工場正門、大正後期築の郡是製糸蚕事所本館など、グンゼの歴史的建造物が並ぶ。
- 綾部市内には、予約制の「グンゼ理容室」がある。以前は「グンゼ病院」もあったが、1990年（平成2年）7月に閉院し、「綾部市立病院」が役割を継承している。
- 1996年（平成8年）の創立100周年記念事業として旧・繭蔵を改装してグンゼ博物苑としてオープンし、一般公開した。
- 2014年（平成26年）には、敷地内に「あやべ特産館」「綾部バラ園」「グンゼ博物苑」の3施設で構成される綾部市観光拠点「あやべグンゼスクエア」がオープン。スクエア周辺のいわゆる「グンゼ通り」は京都府の景観資産の登録される。
- 2016年（平成28年）の創立100周年記念事業として、「グンゼ博物苑」の3つの展示蔵を「創業蔵」「現代蔵」「未来蔵」に再構成したリニューアルを実施。敷地内にあった創業者・波多野鶴吉の社長社宅の旧「道光館」（1911年（明治44年）建築、以降増改築）の一部を「あやべグンゼスクエア」内に移築保存し、合わせて和風庭園も造営し、市民や来園者が和やかに過ごせる休憩室やカフェとして利用できる「道光庵」を新設した。その他、旧・蚕事所として使用していた大正末期の建物で京都の建築遺産指定のために外観を保存していた歴史的建造物にグンゼの歴史的資料を集積し、「歴史資料館」として学術・研究者が利用できるようにした。
- 綾部市内の南が丘公園には、創業者である「波多野鶴吉翁」の記念碑と銅像があり、小高い場所から綾部市内を見守っている。

### 映画やドラマのロケ地活用
歴史的建造物が残るグンゼ綾部本社は、映画やドラマのロケ地としても使われている。
- 2014年（平成26年）にTBS系列で放送されたドラマ『LEADERS リーダーズ』のロケ地として活用された。2016年末に続編の製作が決定し、再度グンゼ綾部本社で撮影が行われることが公表された。
- 2016年（平成28年）12月公開の東宝映画『海賊とよばれた男』のロケ地として活用された。

## 広報

### CMモデル

#### 現在
- 西島秀俊（グンゼYG）
- 井上尚弥（BODY WILD）
- 池田美優（BODY WILD）
- 畠山愛理（SABRINA）
- 中村有理（SABRINA）
- 武田梨奈（SABRINA）

ほか

#### 過去
| 雪村いづみ | 松尾ジーナ              | 早見優         | 後藤久美子 | 黒谷友香                                   | 釈由美子 | 小畑由香里 | 加藤夏希   | 神田うの     | 菅田将暉 |
| 篠原涼子   | 井川遥                  | 吉岡美穂       | hitomi     | ロンドンブーツ1号2号                       | 新庄剛志 | 長瀬智也   | 木村カエラ | 成宮寛貴     | 杉野遥亮 |
| 北澤豪     | マイク・ピアッツァ(MLB) | オダギリジョー | 伊東美咲   | 松田優作（ドラマ探偵物語の本編映像を流用） | 福原愛   | 緒形拳     | 蛭子能収   | チェリッシュ |          |

ほか

#### かつてグンゼのマスコットキャラ「でべそキャット」
- トラジマ模様のネコで、様々なプレゼント商品にもなった。
  - でべそキャットをモチーフにしたプレゼント商品

| まんまるでべそキャット | 胴長でべそキャット | 親子でべそキャット |

#### その他
- 1974年（昭和49年）から1993年（平成5年）までテニス競技大会「グンゼワールドテニス」（毎日放送の主催により、NET（日本教育テレビ・現:テレビ朝日系列）→TBS系列全国ネットでテレビ放送）に協賛していた。
- 俳優・映画監督のヴィンセント・ギャロはグンゼの白のブリーフをかなり愛用しており、映画『バッファロー'66』で着用している姿が見られる。また雑誌やライブのMCで度々「グンゼ着ようぜ!」と発言している。
- メカトロ事業部では企業向けの生産機器（主に補助機材）、医療機械等を販売している。

## 提供番組

### 現在
- テレビ
  - 無し
- ラジオ
  - GUNZE BODY WILD PAINT ME FUN! （FM802：Saturday Amusic Islands Afternoon Editionに内包）
    - 提供クレジットは、「GUNZE BODY WILD」名義。

### 過去
- フジテレビ系列日曜正午台
  - グンゼ歌の宝石箱
  - グンゼ トップ・アンド・トップショー
  - グンゼジャズトーナメント
- 氷点（内藤洋子主演版）
- 徳川の女たち（佐久間良子主演版）
- 白い巨塔（佐藤慶主演版）
- 颱風とざくろ
- ヤングおー!おー!（毎日放送） - 番組極初期（1969年（昭和44年）7月から9月）のみ提供。
- 全日本歌謡選手権（読売テレビ制作・日本テレビ系列） - 1973年（昭和48年）1月から1975年（昭和50年）9月まで（月曜→日曜時代）提供。出場者への参加賞は、男女別に分けられていた。
- グンゼワールドテニス - 前述。
- 大阪国際女子マラソン - 1997年（平成9年）度まで提供。
- 甦るマヤ・1989〜失われた大神殿の謎〜 - 1989年9月24日放送
- すぽると!（フジテレビ、日曜）※2014年2月より～降板時期不明。
- 彼女の嫌いな彼女（読売テレビ制作・日本テレビ系列）※1993年4月より6月まで。
- ウェークアップ!ぷらす（読売テレビ制作・日本テレビ系列）※2015年4月より9月まで。
- 3丁目のタマ うちのタマ知りませんか? （毎日放送制作・TBS系列）
- たけしのニッポンのミカタ!（テレビ東京）※2016年4月より同年6月 ほか
  - 1980年代から1990年頃までは4月から6月まで期間限定で在阪テレビ局制作・全国ネット番組（『三枝の愛ラブ!爆笑クリニック』や、『それゆけ!マーシー』など）に提供する事があった。
  - 基本的にスポットCM中心。

## テレビ番組
- 日経スペシャル カンブリア宮殿 あったかくて最先端！ 肌着の王者グンゼ　知られざるサバイバル経営（2014年4月17日、テレビ東京）[8]

## 書籍

### 関連書籍
- 『妍蟲記』（著者:山岡荘八）（1947年6月、民聴社）
- 『女子寮のうた』（著者:糸風会）（1980年10月、糸風会）- 協賛:グンゼ津山工場
- 『宥座の器 グンゼ創業者 波多野鶴吉の生涯』（著者:四方洋）（1997年12月1日、あやべ市民新聞社）ISBN 9784786700248
  - 『宥座の器 増補版 グンゼ創業者 波多野鶴吉の生涯』（著者:四方洋）（2016年10月1日、あやべ市民新聞社）ISBN 9784879506245
- 『郡是製絲六十年史』（著者:日本経営史研究所）（2000年12月1日、ゆまに書房）ISBN 9784843302422
- 『近代製糸業の雇用と経営』（著者:榎一江）（2008年3月1日、吉川弘文館）ISBN 9784642037839 - 第一次世界大戦期を通して経営規模拡大を遂げ、多工場経営を行った郡是(ぐんぜ)製糸について。
- 『グンゼ by AERA』（著者:朝日新聞出版）（2016年8月1日、朝日新聞出版 アエラムック 企業研究）ISBN 9784022791276 - グンゼ創立120周年記念オフィシャルブック
- 『郡是 創業者波多野鶴吉』（著者:八幡一男）（2021年12月20日、京都新聞出版センター）ISBN 9784763807625